# ويليام هارت
ويليام هارت (بالإنجليزية: William S. Hart)‏ (و. 1864 – 1946 م) هو كاتب سيناريو، ومنتج أفلام، ومخرج سينمائي، وممثل، وممثل مسرحي، وكاتِب، من الولايات المتحدة الأمريكية، ولد في نيوبورغ، توفي عن عمر يناهز 82 عاماً.

## وصلات خارجية
- ويليام هارت على موقع IMDb (الإنجليزية)
- ويليام هارت على موقع الموسوعة البريطانية (الإنجليزية)
- ويليام هارت على موقع ألو سيني (الفرنسية)
- ويليام هارت على موقع أول موفي (الإنجليزية)
- ويليام هارت على موقع قاعدة بيانات برودواي على الإنترنت (الإنجليزية)
- ويليام هارت على موقع قاعدة بيانات برودواي على الإنترنت (الإنجليزية)
- ويليام هارت على موقع قاعدة بيانات الأفلام السويدية (السويدية)
- ويليام هارت على موقع إن إن دي بي (الإنجليزية)
- ويليام هارت على موقع قاعدة بيانات الفيلم (الإنجليزية)
- ويليام هارت على موقع كينوبويسك (الروسية)
- ويليام هارت في قاعدة بيانات الأفلام على الإنترنت